# Mykwa w Jeszywas Chachmej Lublin

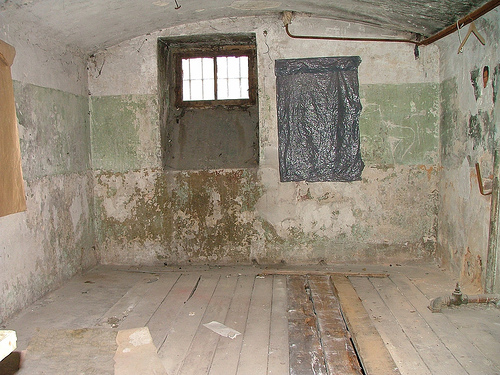
Wnętrze mykwy, 2004

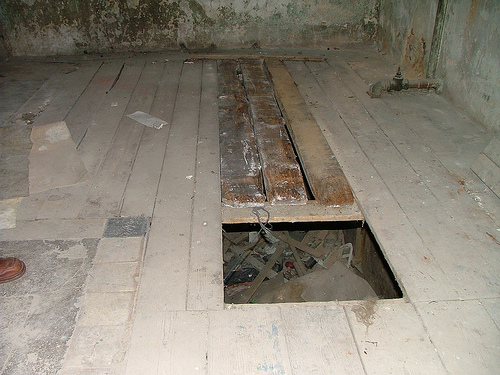
Wnętrze mykwy, 2004

Mykwa w Jeszywas Chachmej Lublin – mykwa znajdująca się w Lublinie w budynku Jeszywas Chachmej Lublin przy ulicy Lubartowskiej 85. Powszechnie uważana ze jedną z najbardziej koszernych mykw na świecie.
Mykwa została zbudowana wraz z budynkiem Jeszywas Chachmej Lublin w 1930 roku. Składała się z dwóch części: basenu oraz zbiornika na wodę, która pochodziła z naturalnego źródła. Jednak do końca nie wiadomo w jaki sposób woda była doprowadzana do mykwy. Przypuszcza się, że podczas zimy do zbiornika wsypywano śnieg, a wiosną, latem i jesienią deszczówka dostawała się do środka przez okna w piwnicy.
W czasie i po II wojnie światowej mykwa była nieużytkowana, a jej wnętrze było zniszczone. W czerwcu 2007 roku z inicjatywy Gminy Wyznaniowej Żydowskiej w Warszawie rozpoczęto remont mykwy, który nadzoruje rabin Gedalia Olshtein z Izraela.
Woda do mykwy ma być doprowadzana dzięki umieszczonemu na dachu budynku zbiornikowi na deszczówkę. Został odtworzony oryginalny kolor ścian - zgniła zieleń, a basen został wyłożony płytkami imitującymi te przedwojenne. Jej uroczyste otwarcie zaplanowano na 5 listopada 2008, czyli 75. rocznicę śmierci Majera Szapiry.